# Almat - Souaneh
Almat - Souaneh è un  comune (municipalité) del Libano situato nel distretto di Jbeil, governatorato del Monte Libano.